# Dinjevac
Dinjevac is een plaats in de gemeente Pitomača in de Kroatische provincie Virovitica-Podravina. De plaats telt 491 inwoners (2001).